# Келечинська сільська рада
| Келечинська сільська рада — колишній орган місцевого самоврядування у Міжгірському районі Закарпатської області з адміністративним центром у с. Келечин. Сільській раді були підпорядковані населені пункти: - с. Келечин |

## Склад ради
Рада складалася з 12 депутатів та голови.

## Керівний склад сільської ради
| ПІБ                         | Основні відомості                                                             | Дата обрання | Дата звільнення |
| --------------------------- | ----------------------------------------------------------------------------- | ------------ | --------------- |
| Черепанинець Іван Федорович | Сільський голова, 1954 року народження, освіта, безпартійний                  | 26.03.2006   | 31.10.2010      |
| Черепанинець Іван Федорович | Сільський голова, 1954 року народження, освіта середня загальна, безпартійний | 31.10.2010   |                 |

Примітка: таблиця складена за даними джерела

## Населення
Згідно з переписом УРСР 1989 року чисельність наявного населення сільської ради становила 686 осіб, з яких 332 чоловіки та 354 жінки.
За переписом населення України 2001 року в сільській раді мешкало 675 осіб.

### Мова
Розподіл населення за рідною мовою за даними перепису 2001 року:
| Мова       | Відсоток |
| ---------- | -------- |
| українська | 99,71 %  |
| російська  | 0,29 %   |